# Смирин, Владимир Моисеевич
Владимир (Вадим) Моисеевич Сми́рин (2 августа 1931 — 8 июня 1989) — зоолог позвоночных, териолог и выдающийся художник-анималист. Его наследие превышает десятки тысяч набросков и рисунков преимущественно млекопитающих, в том числе им созданы портреты более 300 видов с натуры в рамках беспрецедентного проекта «Атлас млекопитающих СССР».

## Биография

### Детство
Родился в августе 1931 года в Москве. Отец — историк М. М. Смирин, брат — историк В. М. Смирин. Увлечение рисованием началось с перерисовывания животных из книг Альфреда Брема. Позже познакомился с книгами Эрнеста Сетон-Томпсона и Александра Николаевича Формозова. Во время Великой Отечественной войны семья Смириных была в эвакуации в Ташкенте, где Вадим рисовал животных Ташкентского зоопарка. Здесь он познакомился со своим первым учителем — герпетологом и художником Борисом Владимировичем Пестинским, руководившего изостудией в ташкентском Дворце пионеров.
В 1943 году Смирины вернулись в Москву. Владимир Моисеевич поступил в художественную школу, посещает кружок скульптуры при музее-квартире А. С. Голубкиной и КЮБЗ (кружок юных биологов зоопарка), которым тогда руководил Петр Петрович Смолин. В это же время Вадим также увлёкся силуэтной миниатюрой. Поскольку художественные школы в то время не выдавали аттестатов о среднем образовании общего образца, десятый класс Вадим Смирин окончил уже в обычной школе. После этого он в 1949 году поступил на биофак МГУ имени М. В. Ломоносова.

### Учёба в университете
Руководителем его дипломной работы, посвященной биологии копытных Кавказского заповедника, стал Александр Николаевич Формозов.
В 1951 году Вадим Смирин знакомится с родоначальником советской анималистики Василием Алексеевичем Ватагиным, с этого времени, и до смерти художника в 1969 году, Смирин работает в его мастерской. Вслед за Ватагиным Смирин стал использовать метод при котором художник делает серию последовательных набросков, часто — недетализированных, изучает динамику и характерные позы изображаемого животного.

### Зрелость
В 1967 году В. М. Смирин защитил диссертацию, посвященную структуре природных очагов чумы в Северных Кызылкумах. В 1970-80-х годах он работает на Звенигородской биостанции, где изучает поведение мелких млекопитающих (летяг, бурундуков, пищух а также лесных и домовых мышей), ведет практику у студентов.
В 1965 году он, в соавторстве с В. Е. Флинтом и Ю. Д. Чугуновым, выпускает справочник-определитель «Млекопитающие СССР». Он иллюстрирует Красную книгу СССР и РСФСР, энциклопедию «Жизнь животных», научные статьи, монографии и т. п. Смирин участвует в выставках анималистов, становится членом Союза художников СССР.
Помимо рисунков животных Смирин занимается скульптурой по дереву и кости. В этом виде искусства на него оказали В. А. Ватагин, позднее — Д. В. Горлов. Знакомился Смирин и с работами резчиков по кости Чукотки и Аляски. Он вырезает бумажные силуэты, иногда изображающие животных, однако по большей части представляющие портреты.
Со второй половины 1960-х Вадим Моисеевич работает над зарисовками для атласа наземных млекопитающих СССР (а позже — Европы и Северной Азии). Материал для будущей книги Смирин собирал на Чукотком полуострове, Командорских островах, на Белом и Каспийском море, в Приморском крае и на Кавказе (это несмотря на то, что временами он болел остеохондрозом и передвигался с палочкой), а также в зоопарках и вивариях.
Однако смерть в 1989 году помешала Смирину завершить эту работу.

## Некоторые оформленные издания
- Карташёв Н. Н. Систематика птиц : Учеб. пособие для студ. ун-тов и пед. ин-тов / Худож.: В. М. Смирин, Ю. М. Смирин. — М.: Высшая школа, 1974. — 368 с. — 20 000 экз.

## Посмертные издания
В 1991, уже после смерти Владимира Моисеевича вышла написанная им совместно с братом Юрием книга «Звери в природе», содержащая очерки о работе авторов в различных регионах страны и несколько сотен оригинальных зарисовок В. Смирина. В 1999 г. эта книга была переведена на английский язык и издана в Эдинбурге издательством Russian Nature Press.
В. Смирин оставил после себя более 4 тысяч листов зарисовок животных с натуры, более 50 подготовленных к печати рисунков для задуманного им атласа. Большая их часть позднее опубликована в томе «Звери» Энциклопедии природы России, выпускаемой в Москве издательством ABF.
В 1994 г., по инициативе Национального Одюбоновского общества США в двух крупнейших городах Аляски — Анкоридже и Фэрбенксе — прошли выставки работ В. Смирина.
- Смирин В. М. Портреты зверей Командорских островов. — М.: Центр охраны дикой природы, 2007. — 60 с. — 2000 экз.
- Смирин В. М. Портреты степных зверей Европы и Северной Азии. — М.: Центр охраны дикой природы, 2008. — 92 с. — 2500 экз. — ISBN 978-5-93699-071-7.
- Смирин В. М. Портреты зверей Северной Евразии: Ластоногие. — М.: Центр охраны дикой природы, 2010. — 264 с. — 2300 экз. — ISBN 978-5-93699-081-6.
- Смирин В. М. Портреты зверей Северной Евразии: Хищные. — М.: Центр охраны дикой природы, 2015. — 415 с. — 2000 экз. — ISBN 978-5-93699-082-3.
- Смирин В. М. Портреты зверей Северной Евразии: Зайцеобразные. — М.: Центр охраны дикой природы, 2018. — 323 с. — 1500 экз. — ISBN 978-5-93699-091-5.